# Echeveria nebularum
Echeveria nebularum är en fetbladsväxtart som beskrevs av Reid Venable Moran och Kimnach. Echeveria nebularum ingår i släktet Echeveria och familjen fetbladsväxter. Inga underarter finns listade i Catalogue of Life.